# Karolina Kudłacz-Gloc
Karolina Kudłacz-Gloc (ur. 17 stycznia 1985 w Wąbrzeźnie) – polska piłkarka ręczna, grająca na pozycji prawej lub lewej rozgrywającej, reprezentantka kraju (kapitan drużyny narodowej), uczestniczka mistrzostw świata oraz mistrzostw Europy. Mistrzyni Polski i Niemiec. Pseudonimy sportowe – „Kudi” i „Karol”.

## Kariera sportowa

### Klubowa
Mając 10 lat rozpoczęła treningi piłki ręcznej w grupie dziecięcej Vambresii Wąbrzeźno. Po ukończeniu szkoły podstawowej w rodzinnym mieście, przeniosła się do Słupska i od 1999 do 2001 występowała w tamtejszej Słupi. W latach 2001–2006 występowała w AZS-AWFiS Gdańsk, zdobywając z tym klubem mistrzostwo Polski w sezonie 2003/2004, wicemistrzostwo 2004/2005 i brązowe medale w sezonach 2002/2003 i 2005/2006, a także Puchar Polski w 2005. W latach 2006–2017 była zawodniczką niemieckiego Handball-Club Leipzig, z którym zdobyła dwukrotnie mistrzostwo Niemiec (2009, 2010), raz wicemistrzostwo (2008) i dwa razy brązowe medale mistrzostw Niemiec (2011, 2012). W 2007, 2008, 2014, 2016 i 2021 sięgnęła po Puchar Niemiec, a w 2009 zagrała w finale Pucharu EHF. Od września 2017 występuje w SG BBM Bietigheim.

### Reprezentacyjna
W 2004 r., podczas Mistrzostw Europy do lat 19, wywalczyła tytuł królowej strzelczyń (76 bramek), została uznana najlepszą zawodniczką turnieju oraz wybrano ją do „siódemki” imprezy (na pozycji lewej rozgrywającej). W seniorskiej reprezentacji Polski zadebiutowała 30 marca 2004 w towarzyskim spotkaniu z Grecją. Z drużyną narodową zagrała na mistrzostwach świata w 2005 (19 miejsce), 2007 (11. miejsce) i 2013 (4. miejsce) oraz mistrzostwach Europy w 2006 (8. miejsce), 2014 (11. miejsce) i 2018 (14. miejsce). Zdobywając 48 goli, zajęła 2 miejsce w końcowej klasyfikacji strzelczyń ME 2006. Od 2015 r. najskuteczniejsza piłkarka ręczna w historii seniorskiej kadry Polski (na liście wszech czasów wyprzedziła zdobywczynię 694 bramek – Mirellę Mierzejewską).

## Życie prywatne
Ukończyła psychologię na Uniwersytecie w Lipsku, a następnie rozpoczęła studia doktoranckie. Lubi czytać literaturę współczesną oraz powieści biograficzne. W czerwcu 2015 r. w Gdańsku poślubiła Jacka Gloca. W czerwcu 2017 r. urodziła syna.